# Lluvia de estrellas
Lluvia de estrellas va ser un programa musical produït per Gestmusic, emès per Antena 3 entre el 5 de juny de 1995 i 2001, i per TVE en 2007. El programa és una adaptació del programa neerlandès Stars in their Eyes creat per Joop van den Ende i Henny Huisman. El seu presentador en la primera i més longeva època va ser Bertín Osborne, mentre que l'etapa en TVE la presentadora va ser Sonia Ferrer.

## Mecànica
El programa constava en cada temporada de diverses fases, una primera fase de presentació de concursants que competien per passar a quarts de final, una segona fase de quarts de final, una tercera fase de semifinals i una gran final de la qual sortia el guanyador de la temporada. En cada programa es presentaven normalment vuit concursants. Cadascun d'ells imitava en la veu i en l'estil a un cantant famós, i alhora era caracteritzat per l'equip de maquillatge, perruqueria i vestuari del programa per a convertir-se en una còpia visual del cantant imitat.
Abans de la seva sortida a escena, es presentava a cada concursant vestit de carrer i el presentador li feia una breu entrevista perquè el públic el conegués millor. Després, es feia creuar al concursant una porta plena de fum que donava accés a l'escenari, on apareixia "màgicament" ja caracteritzat, mentre el presentador pronunciava la frase: Señoras y señores, [nom del concursant] será esta noche cantando en directo [nom de l'artista imitat].
Al final de cada programa, quatre dels concursants per votació passaven a la següent fase, excepte en la final on hi havia un tercer, un segon i un primer premi, de quanties econòmiques ascendents. Al final del programa, presentador i concursants interpretaven una sintonia que deia l'estrofa Dentro de ti hay una estrella, si lo deseas, brillará (aquesta tradició només es va seguir en els programes d'Antena 3).

## Votació
En l'etapa a Antena 3, la votació era realitzada exclusivament per un jurat de famosos, mentre que a l'etapa a TVE aquesta votació es combinava amb televot mitjançant trucades i SMS per a decidir el resultat. Per l'ús del televot, a diferència de l'etapa anterior sense televot, a l'etapa en TVE els programes es realitzaven en directe (excepte les entrevistes als concursants).
En els primers programes a Antena 3, el jurat estava format per tres membres, dos d'ells fixos (Lauren Postigo i Carlos Tena) i un tercer convidat canviant cada setmana. Més endavant, la composició del jurat va variar, canviant el nombre de membres i les seves identitats segons el programa i la fase del programa en què es trobés. Membres del jurat que solien repetir en el programa van ser el ja esmentat Carlos Tena, Martirio i Alaska, entre d'altres.
En l'etapa en TVE, el jurat va tenir els mateixos membres setmana a setmana, que van ser Beatriz Pécker, Sergio y Estíbaliz, Marcos Llunas i Bruno Sokolowicz.

## Versions infantils
El programa va comptar amb dues versions infantils, les dues exclusives de l'època a Antena 3: 

### Menudo show
Emès entre setembre de 1995 i agost de 1996, en ella nens petits feien playback de cançons conegudes caracteritzats com els artistes que imitaven. Aquest programa va ser presentat per Raquel Meroño i Diana Lázaro.

### Menudas estrellas
Més longeva (1996-2002) i amb un èxit similar a la versió d'adults, va ser presentada per Bertín Osborne, i es diferenciava de l'anterior que els nens cantaven amb les seves pròpies veus, igual que els adults. En la seva última etapa, entre setembre i novembre de 2002, la presentació va ser a càrrec d'Alonso Caparrós.

## Concursants il·lustres
Del programa, tant adult com infantil, al llarg de la seva història, alguns dels seus concursants van aconseguir establir posteriorment carreres musicals de renom. Alguns concursants llançats a la fama van ser David Civera, que imitava Enrique Iglesias, i Tamara, aquesta última sortida de la versió infantil, que imitava primer a Pocahontas i després a Laura Pausini.
A Menudas estrellas, la versió infantil, imitant a Chayanne, també va participar en 1999 l'actor i cantant Adrián Rodríguez, famós per la seva aparició a sèries com Los Serrano, Física o química i El chiringuito de Pepe i altres programes com Pequeños gigantes i la quarta edició de Tu cara me suena.
Entre 1999 i 2000, va participar l'actriu i cantant Elena Rivera coneguda pel seu paper de Karina Saavedra a Cuéntame cómo pasó imitant Paloma San Basilio. Més tard en 2017 va estar de convidada en la 14a gala de la cinquena edició de Tu cara me suena imitant Miley Cyrus. La cantant Ana Guerra que seria concursant d'Operación Triunfo 2017 també participà en el programa el 2002, imitant Tamara.
També a Menudo show participà la cantant Lorena Gómez que en 2006 va guanyarla cinquena edició d'Operación Triunfo i el 2016 la gala de Tu cara me suena: Elige al primero imitant Beyoncé sent així la primera concursant de la cinquena edició de la mateixa i quedant en tercer lloc en la final.

## Audiència mitjana de totes les edicions
Les audiències del format al llarg de les seves set edicions són:
| Edició                               | Data        | Cadena          | Espectadors | Share |
| ------------------------------------ | ----------- | --------------- | ----------- | ----- |
| Lluvia de estrellas: Primera edició  | 1995        | Antena 3        | 3.400.000   | 27,4% |
| Lluvia de estrellas: Segona edició   | 1996        | Antena 3        | 5.160.000   | 35,6% |
| Lluvia de estrellas: Tercera edició  | 1997        | Antena 3        | 3.752.000   | 28,7% |
| Lluvia de estrellas: Quarta edició   | 1998        | Antena 3        | 3.034.000   | 22,7% |
| Lluvia de estrellas: Cinquena edició | 1999        | Antena 3        | 3.494.000   | 24,6% |
| Lluvia de estrellas: Sisena edició   | 2001        | Antena 3        | 2.365.000   | 20,1% |
| Lluvia de estrellas: Setena edició   | 2007        | La 1            | 2.113.000   | 15,5% |
| TOTAL PROGRAMA                       |             |                 |             |       |
| Vuit edicions de Lluvia de estrellas | 1995 - 2007 | Antena 3 i La 1 | 3.331.000   | 25,2% |